# Schlotheimia glauca
Schlotheimia glauca är en bladmossart som beskrevs av C. Müller 1851. Schlotheimia glauca ingår i släktet Schlotheimia och familjen Orthotrichaceae. Inga underarter finns listade i Catalogue of Life.